# جوني كامبل (لاعب كرة قدم)
جوني كامبل (بالإنجليزية: Johnny Campbell)‏ (28 يونيو 1923 - 1 يناير 1968) هو لاعب كرة القدم الغالية ولاعب كرة قدم بريطاني (وحمل سابقاً جنسية المملكة المتحدة لبريطانيا العظمى وأيرلندا) في مركز جناح. لعب مع ديري سيتي ونادي فولهام.

## وصلات خارجية
- جوني كامبل على موقع قاعدة بيانات كرة القدم.إي يو (الإنجليزية)